# 瀧本りおな
瀧本 りおな（たきもと りおな、2000年〈平成12年〉8月22日 - ）は、日本の歌手、ダンサーである。

## 来歴
幼少期に神戸のダンススタジオ「モダンミリイ」に通い始める。学生時代には柔道を経験し、県大会へ出場した。高校2年時にロックミュージカル「BELIEVE」のオーディションに応募し、アンサンブルとして出演。
その後、歌手活動を開始し、2019年に初の単独ライブを開催。2022年にはファッション&音楽イベント「Girls Award」に出演した。

## ディスコグラフィー

### アルバム
| 発売年 | アルバム名               | 収録曲                                             | 備考                            |
| ------ | ------------------------ | -------------------------------------------------- | ------------------------------- |
| 2019年 | JUST A LIVE              | PINK、恋の問題、悪い女、Like you、ひとりじゃないよ | デビューアルバム                |
| 2022年 | Best way                 | 20、RESET、LOVE or DREAM、musicなう。              | ORICON ミュージックストアで販売 |
| 2023年 | Don't leave. Don't talk. | My blade、Wピース、キミはバイバイを言わない        |                                 |
| 2022年 | #Betty girl              | #Betty girl、kiss in the dark                      | ORICON ミュージックストアで販売 |

### シングル
| 発売年 | タイトル           | 備考                                       |
| ------ | ------------------ | ------------------------------------------ |
| 2023年 | 全快アクセル       | くるま旅テーマソング、キャンパークTV主題歌 |
| 2023年 | 難波センター街の歌 | 難波センター街商店街テーマソング           |
| 2023年 | Tear Rose          |                                            |

## 出演

### 舞台
- 2018年 - ロックミュージカル「BELIEVE」
- 2019年 - ロックミュージカル「COSMOS」
- 2021年 - SOARS MUSIC THEATER「旋律クロスロード」
- 2023年 - SOARS MUSIC THEATER「アンサンブルトルネード」

### ラジオ
- 2018年〜2020年 SORA×NIWA「SOARS MUSIC RADIO」
- 2021年 東京レインボータウンFM「KEY OF JAM RADIO」
- 2022年〜 Radio Balloon「SOARS MUSIC RADIO」